# Зетрень (комуна)
Зетрень, Зетрені (рум. Zătreni) — комуна у повіті Вилча в Румунії. До складу комуни входять такі села (дані про населення за 2002 рік):
- Бутану (335 осіб)
- Валя-Велень (145 осіб)
- Велень (129 осіб)
- Дялу-Велень (250 осіб)
- Дялу-Глемея (59 осіб)
- Зетрень (291 особа)
- Зетреній-де-Сус (235 осіб)
- Меніча (195 осіб)
- Меча (202 особи)
- Олтецу (174 особи)
- Сешчоара (607 осіб)
- Станоміру (194 особи)
- Феурешть (171 особа)
- Чортешть (75 осіб)

Комуна розташована на відстані 181 км на захід від Бухареста, 55 км на південний захід від Римніку-Вилчі, 48 км на північ від Крайови.

## Населення
За даними перепису населення 2002 року у комуні проживали 4600 осіб. Усі жителі комуни рідною мовою назвали румунську.
Національний склад населення комуни:
| Національність | Кількість осіб | Відсоток |
| -------------- | -------------- | -------- |
| румуни         | 4599           | > 99,9%  |
| німці          | 1              | < 0,1%   |

Склад населення комуни за віросповіданням:
| Релігія     | Кількість осіб | Відсоток |
| ----------- | -------------- | -------- |
| православні | 4597           | 99,9%    |
| адвентисти  | 3              | 0,1%     |